# Equació de Starling
L'equació de Starling, formulada el 1896, pel fisiòleg britànic Ernest Starling, il·lustra el rol de les forces hidroestàtiques i oncòtiques (anomenades també forces de Starling) en el moviment del flux a través de les membranes capil·lars. Permet predir la pressió de filtració neta per a un determinat líquid en els capil·lars.
D'acord amb l'equació de Starling, el moviment del fluid depèn de sis variables:
1. Pressió hidroestàtica capil·lar (Pc)
2. Pressió hidroestàtica intersticial (Pi)
3. Coeficient de reflexió, (R), un valor que és índex de l'eficàcia de la paret capil·lar per a impedir el pas de proteïnes i que, en condicions normals, s'admet que és igual a 1, la qual cosa significa que és totalment impermeable a aquestes i en situacions patològiques inferior a 1, fins a aconseguir el valor 0 quan pot ser travessat per elles sense dificultat.
4. Pressió oncòtica capil·lar (πc)
5. Pressió oncòtica intersticial (πi)
6. Coeficient de filtració (Kf), expressa la permeabilitat de la paret capil·lar per als líquids

Totes les pressions són mesurades en mil·límetres de mercuri (mm Hg), i el coeficient de filtració es mesura en mil·lilitres per minut per mil·límetres de mercuri (ml·min-1·mm Hg-1).
L'equació de Starling es descriu de la manera següent:
{\displaystyle \ Q=K_{f}([P_{c}-P_{i}]-R[\pi _{c}-\pi _{i}])}
Per exemple:
- Pressió hidroestàtica arteriolar (Pc)=37 mmHg
- Pressió hidroestàtica venular (Pc)= 17 mmHg

Segons l'equació, P(Q)arteriolar=(37-0)+(0-25)=11 i P(Q) venular= (17-0)+(0-25)= -9. La filtració és per això major que la reabsorció. La diferència és recuperada per al torrent circulatori pel sistema limfàtic.
La solució a l'equació és el flux d'aigua des dels capil·lars a l'interstici (Q). Si és positiu, el flux tendirà a deixar el capil·lar (filtració). Si és negatiu, el flux tendirà a entrar al capil·lar (absorció). Aquesta equació té un important nombre d'implicacions fisiològiques, especialment quan els processos patològics alteren de forma considerable una o més d'aquestes variables.